# Doubí u Turnova (železniční zastávka)
Doubí u Turnova je mezilehlá železniční zastávka v obci Čtveřín v místní části Doubí. Leží v km 128,567 na nelektrizované trati Pardubice–Liberec mezi stanicemi Turnov a Sychrov. Leží v nadmořské výšce 306 m n. m. Zastávka je zařazena do integrovaného dopravního systému IDOL.

## Historie
Zastávka byla otevřena 1. května 1859 a vlastnily ji tehdy Süd-Norddeutche Verbindungsbahn (česky Jihoseveroněmecká spojovací dráha) (SNDVB). V období druhé světové války (1939-1945) se zastávka jmenovala Doubi Hp. Po válce dostala současný název Doubí u Turnova. Roku 1963 byl jeden z přejezdů na vzdálenější komunikaci zabezpečen přejezdovým zabezpečovacím zařízením kategorie PZS 3SBI typu VÚD a tak závorář ze zastávky ovládal již jen dva mechanicky zabezpečené přejezdy. V roce 1986 byla umístěna nová světelná návěstidla. Jízdenky se na zastávce prodávaly do roku 2005.

## Popis
Doubí u Turnova je jednokolejná mezilehlá zastávka. Má jedno nástupiště s jednou hranou, které je sypané s pevnou hranou typu Tischer a má délku 158 metrů. Nástupiště osvětlují čtyři lampy (jedna je umístěná přímo na budově zastávky) ovládané časovým a soumrakovým spínačem. Zastávka je také vybavena automatickým rozhlasovým zařízením, ovládaným ze stanice Turnov. Budova zastávky je jednoduchá nízkopodlažní zděná stavba obdélníkového půdorysu se šikmou střechou, s vnitřní čekárnou a dnes již neobsazenou místností pro hradlaře/závoráře, který obsluhoval mechanické závory. Vedle budovy je jednoduchý přístavek veřejného WC. Z turistického hlediska není nijak zajímavá. Na zastávce je nainstalován informační systém HIS-VOICE s hlasem Václava Knopa.

## Doprava
Zastávku obsluhují pouze osobní vlaky, rychlíky zastávkou projíždějí.

## Provozní informace

### Odbavení cestujících
V zastávce se neprodávají jízdenky, odbavení cestujících se provádí ve vlaku.

### Přístup
Přístup do budovy stanice (včetně přístřešku před povětrnostními vlivy) není bezbariérový. Bezbariérový přístup není na žádné nástupiště (dle ČSN 73 4959).